# Газават
Газават, Газа — у Османській імперії, інших країнах ісламу — священна війна за іслам, див. джихад.
Газі — воїн, який б’ється за іслам.
У первісному значенні: бойові дії за особистою участю пророка Мухамеда, загальною кількістю 27.